# Monoblepharidomycetes
Monoblepharidomycetes é uma classe da divisão Monoblepharomycota do subreino Chytridiomyceta do reino Fungi. A classe contém as ordens Harpochytriales e Monoblepharidales que agrupa fungos quitrídios que se diferenciam dos outros táxons do agrupamento por se reproduzirem por autósporos, embora algumas espécies o façam através de zoósporos. A reprodução é sexual.

## Descrição
Os  Monoblepharidomycetes  são uma classe do reino Fungi cujos representantes possuem talo filamentoso (extenso ou simples não-ramificado). Sua reprodução assexuada e ocorre por zoósporos ou aplanósporos e a sexuada atráves de oogamia.
Integram uma única ordem, Monoblepharidales, que inclui os géneros Harpochytrium e Oedogoniomyces.

## Sistemática
Os membros da classe Monoblepharidomycetes, na sua presente circunscrição taxonómica, classificam-se da seguinte maneira:
- Classe Monoblepharidomycetes
  - Ordem Harpochytriales
    - Família Oedogoniomycetaceae
      - Género Oedogoniomyces

    - Família Harpochytriaceae
      - Género Harpochytrium
      - Género Rhabdium

  - Ordem Monoblepharidales
    - Família Monoblepharidaceae
      - Género Monoblepharis

    - Família Gonapodyaceae
      - Género Gonapodya
      - Género Monoblepharella

    - Família Telasphaerulaceae
      - Género Telasphaerula